# Rockefeller Memorial
Pour les articles homonymes, voir Rockefeller.
Le Rockefeller Memorial est un mémorial dans le comté de Sevier, dans le Tennessee, aux États-Unis. Situé à Newfound Gap, un col des monts Great Smoky protégé au sein du parc national des Great Smoky Mountains, il honore Laura Spelman Rockefeller. Construite par le Civilian Conservation Corps, livrée en septembre 1939, cette structure en pierre naturelle est le lieu du discours de Franklin Delano Roosevelt lors de l'inauguration officielle de l'aire protégée le 2 septembre 1940.